# Pierbattista Pizzaballa
Pierbattista Pizzaballa O.F.M. (sinh ngày 21 tháng 4 năm 1965) là một hồng y người Ý của Giáo hội Công giáo, giữ chức Thượng phụ Latinh Giêrusalem (Jerusalem) từ ngày 6 tháng 11 năm 2020. Trước đó, khi còn là một tu sĩ dòng Phan Sinh, ông giữ chức Đặc ủy Hạt dòng Thánh Địa từ năm 2004 đến năm 2016, rồi giữ chức Giám quản Tông tòa Tòa Thượng phụ Latinh Giêrusalem từ năm 2016 đến năm 2020. Ông được Giáo hoàng Franciscus vinh thăng lên bậc hồng y vào năm 2023.

## Tiểu sử
Pierbattista Pizzaballa sinh ngày 21 tháng 4 năm 1965 tại Cologno al Serio, thành phố Bergamo nước Ý. Ông là con trai của ông Pietro Pizzaballa và bà Maria Maddalena Tadini. Ông theo học tại tiểu chủng viện dòng Phan Sinh ở Bologna vào tháng 9 năm 1976 và vào nhà tập của dòng ở Laverna ngày 5 tháng 9 năm 1984. Ông tuyên khấn đơn tại đây vào ngày 7 tháng 9 năm 1985 và tuyên khấn trọng thể tại Bologna vào ngày 4 tháng 10 năm 1989. Ông lãnh văn bằng cử nhân Thần học tại Viện Giáo hoàng Đại học Antonio. Ông được Hồng y Giacomo Biffi truyền chức linh mục tại Nhà thờ chính tòa Bologna vào ngày 15 tháng 9 năm 1990.
Ông lãnh chứng chỉ tốt nghiệp khoa Cổ điển học tại Chủng viện Tổng giáo phận Ferrara vào tháng 6 năm 1984. Đến năm 1993, ông theo học chương trình Thạc sĩ Thần học Thánh Kinh tại Học viện Thánh Kinh Phan Sinh ở Jerusalem rồi trở thành giảng viên bộ môn Hy ngữ Thánh Kinh tại Phân khoa Khoa học Thánh Kinh và Khảo cổ học của Học viện Thánh Kinh Phan Sinh, Jerusalem.
Ngoài tiếng mẹ đẻ của mình là tiếng Ý, Linh mục Pizzaballa còn có thể nói tiếng Hípri và tiếng Anh.

## Linh mục
Sau khi hoàn thành chương trình thạc sĩ tại Học viện Thánh Kinh Phan Sinh, Linh mục Pizzaballa trở thành giảng viên bộ môn Hy ngữ Thánh Kinh tại Phân khoa Khoa học Thánh Kinh và Khảo cổ học của Học viện.  Ông chịu trách nhiệm xuất bản Sách Lễ Rôma tiếng Hípri vào năm 1995 cũng như chuyển ngữ nhiều sách phụng vụ sang tiếng Hípri.
Ông bắt đầu làm việc cùng các tu sĩ Phan Sinh tại Hạt dòng Thánh Địa kể từ tháng 7 năm 1999 và đảm trách mục vụ cho giáo dân Công giáo nói tiếng Hípri. Vào ngày 9 tháng 5 năm 2001, ông được bổ nhiệm vào chức vụ Bề trên Đan viện Thánh Simêon và Thánh Anna ở Jerusalem. Từ năm 2005 đến năm 2008, ông giữ chức Đại diện Thượng phụ Tòa Thượng phụ Latinh Giêrusalem.
Từ tháng 5 năm 2004 đến tháng 4 năm 2016, ông giữ chức Đặc ủy Hạt dòng Thánh Địa – thủ trưởng của Hạt dòng Phan Sinh Thánh Địa tại Jerusalem. Ông đắc cử chức vụ này 3 lần liên tiếp, lần thứ nhất vào tháng 5 năm 2004 với nhiệm kỳ 6 năm, lần thứ hai và lần thứ ba lần lượt vào tháng 3 năm 2010 và vào năm 2013 với nhiệm kỳ 3 năm.
Năm 2008, ông được bổ nhiệm làm cố vấn của Ủy ban Quan hệ với Do Thái giáo thuộc Hội đồng Tòa Thánh cổ võ sự hiệp nhất Kitô giáo.
Vào tháng 6 năm 2014, Giáo tông Franciscus đã truyền cho Linh mục Pizzaballa tổ chức buổi cầu nguyện cho hòa bình tại Khu vườn Thành Vaticano, với sự tham dự của cả Tổng thống Israel Shimon Peres và Tổng thống Palestine Mahmoud Abbas.
Linh mục Pizzaballa từng chỉ trích chính quyền Israel vì đã cho xây dựng một hàng rào nhằm ngăn cách Bờ Tây với thành phố Jerusalem và đã tham gia một cuộc biểu tình chống lại động thái trên của Israel vào năm 2015. Ông cũng từng lên tiếng phê phán các nhà lãnh đạo Palestine vì đã đổ lỗi cho Israel với cáo buộc cho rằng mọi vấn đề xảy ra với Palestine xảy ra là do Israel đã chiếm đóng dải Gaza và Bờ Tây.

## Giám mục
Vào ngày 24 tháng 6 năm 2016, Giáo tông Franciscus đã bổ nhiệm Linh mục Pizzaballa làm Giám quản Tông tòa của Tòa Thượng phụ Latinh Giêrusalem cùng làm Tổng giám mục Hiệu tòa Verbe. Thánh lễ truyền chức giám mục cho Tổng giám mục Pizzaballa diễn ra vào ngày 10 tháng 9 năm 2016 tại Nhà thờ chính tòa Bergamo, do Hồng y Leonardo Sandri chủ sự. Việc bổ nhiệm một giám mục người Ý vào vị trí này đã vi phạm một thông lệ, theo đó chỉ bổ nhiệm vào chức vụ Thượng phụ các giáo sĩ thuộc dân tộc của các giáo dân mà Tòa Thượng phụ quản lý, như đã làm với hai vị tiền nhiệm của Tổng giám mục Pizzaballa là Thượng phụ Sabbah (người Palestin) và Thượng phụ Twal (người Jordan).
Cũng trong năm 2016, Linh mục Pizzaballa đã gia nhập Dòng Hiệp sĩ Mộ Thánh và trở thành Tổng thủ trưởng tạm quyền của Dòng. Phải đến khi tin tức bổ nhiệm ông làm Thượng phụ Latinh Giêrusalem được công bố vào năm 2020, ông mới trở thành Tổng thủ trưởng của Dòng Hiệp sĩ Mộ Thánh. Vào ngày 31 tháng 5 năm 2017, ông được bổ nhiệm làm thành viên của Bộ các Giáo hội Đông phương.
Tổng giám mục Pizzaballa được Giáo tông Franciscus bổ nhiệm làm Thượng phụ Latinh Giêrusalem vào ngày 24 tháng 10 năm 2020. Sau đó, ông được cử làm Chủ tịch Hội đồng quản trị của tổ chức Caritas Jerusalem.

## Hồng y
Vào ngày 9 tháng 7 năm 2023, Giáo tông Franciscus công bố ý định vinh thăng Thượng phụ Pizzaballa lên hàng hồng y tại một công nghị dự kiến diễn ra vào ngày 30 tháng 9 năm 2023. Trong công nghị này, Giáo tông Franciscus đã ban cho Thượng phụ Pizzaballa tước hiệu Hồng y đẳng linh mục Vương cung thánh đường Sant'Onofrio – ngôi nhà thờ chính thức của Dòng Hiệp sĩ Mộ Thánh.
Vào 16 tháng 10 năm 2023, Hồng y Pizzaballa đã gọi các động thái của Đảng Hamas là man rợ và thỉnh cầu đảng này bắt giữ mình làm con tin thay cho các trẻ em người Israel sống tại Gaza hiện đang bị giam giữ trong cuộc chiến tranh Israel – Hamas.

## Tông truyền
Giám mục Pierbattista Pizzaballa O.F.M. được tấn phong giám mục vào năm 2016, dưới thời Giáo tông Franciscus, bởi:
- Chủ phong: Hồng y Leonardo Sandri, Hồng y đẳng phó tế Vương cung thánh đường Santi Biagio e Carlo ai Catinari,
- Hai vị phụ phong: Thượng phụ Fouad Boutros Twal, nguyên Thượng phụ Latinh Giêrusalem và Giám mục Francesco Beschi, Giám mục Chính tòa Bergamo.

## Danh hiệu danh dự
- Tòa Thánh: Tổng thủ trưởng, Hiệp sĩ Đệ nhất đẳng của Dòng Hiệp sĩ Mộ Thánh[17]
- Dòng Chiến sĩ Toàn quyền Malta: Hiệp sĩ Tuyên úy tu viện Đại thập tự ad honorem [18]
- Ý: Huân chương Ngôi sao Đoàn kết Ý đệ nhất đẳng[19]
- Hiệp sĩ Chỉ huy Tối cao của Dòng Hiệp sĩ Mộ Thánh, Giáo hội Chính thống giáo Hy Lạp[20]